# Đại học Rikkyō
Đại học Rikkyō (立教大学 (立教大學) (Lập Giáo Đại học)/ りっきょうだいがく Rikkyō daigaku), hay còn gọi là Đại học Saint Paul, là một trường đại học tư thục đặt tại Ikebukuro, Tokyo, Nhật Bản.

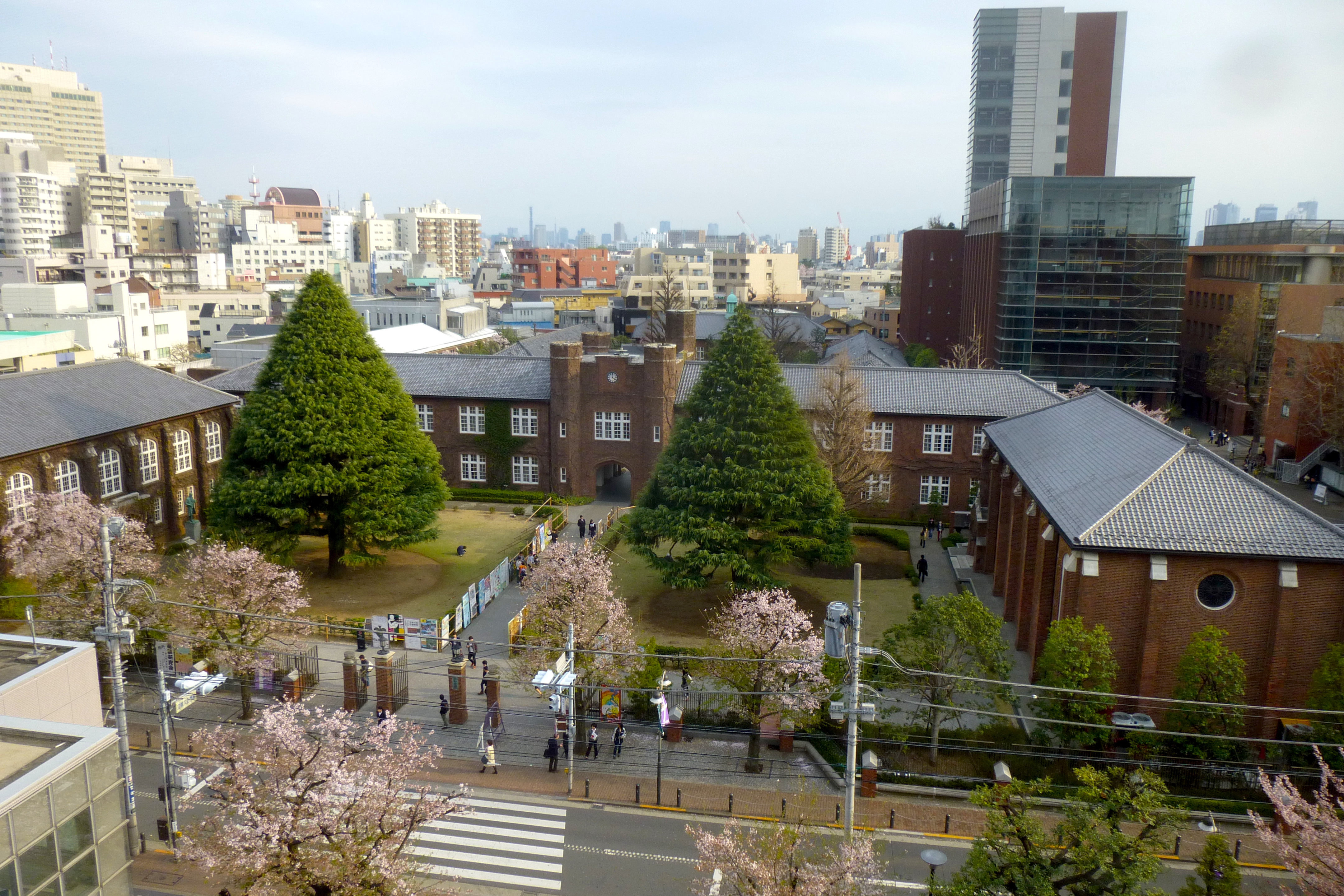
Đại học Rikkyo, Tokyo

Rikkyō là một trong các trường thuộc nhóm MARCH, một nhóm các trường đại học tư thục trong vùng Kantō, cùng với Đại học Meiji, Đại học Aoyama Gakuin, Đại học Chuo, and Đại học Hosei.
Ở mảng thể thao, Rikkyō được biết đến là thành viên trong nhóm sáu trường đại học hàng đầu ở Tokyo (東京六大学, "Đông Kinh Lục Đại" — Đại học Rikkyō, Đại học Tokyo, Đại học Keio, Đại học Waseda, Đại học Meiji và Đại học Hosei ).
Là một tổ chức nghiên cứu và giảng dạy khai phóng hàng đầu, Rikkyō liên kết với giáo hội Anh giáo tại Nhật Bản.
Rikkyō là trường đại học định hướng quốc tế và tham gia vào nhiều chương trình và dự án quốc tế. Trường duy trì hợp tác với hơn 140 cơ sở giáo dục ở nước ngoài với các hoạt động trao đổi giảng viên, sinh viên và dự án. Với hơn 700 sinh viên đến từ ngoài Nhật Bản, trường có 20.000 sinh viên, 2.700 giảng viên và nhân viên.

## Rikkyō Gakuin
Rikkyō Gakuin là một tổ chức giáo dục,  gồm Đại học Rikkyō và một số trường phổ thông trực thuộc. Trong đó có ba trường chỉ dành cho nam sinh và một trường quốc tế, Trường Rikkyō ở Anh . Các trường chị em của Rikkyo Gakuin bao gồm ba trường chỉ dành cho nữ sinh, và trước đây là cả một trường cao đẳng cộng đồng (Trường cao đẳng cộng đồng St. Margaret).

## Lịch sử

### Sáng lập

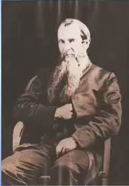
Giám mục Channing Moore Williams, nhà truyền giáo Anh giáo và là người sáng lập Đại học Rikkyo

Trường đại học Rikkyō có nguồn gốc từ Trường nam sinh St. Paul, thành lập vào năm 1874 bởi Channing Moore Williams, nhà truyền giáo của Giáo hội Episcopal và là nhân vật chủ chốt trong việc thành lập Giáo hội Anh giáo tại Nhật Bản .
Ban đầu, các lớp học được tổ chức tại nhà riêng của Williams ở khu vực định cư cho người nước ngoài tại Tsukiji, Tokyo. Từ năm sinh viên đến học, tính đến cuối năm học đầu tiên, tính đến cuối năm học đầu tiên, con số này đã tăng lên 55 với 46 người sống trong ký túc xá do nhà trường thuê.
Những tòa nhà của trường đầu tiên bị thiếu rụi trong một vụ cháy vào năm 1876. Nhờ vào nguồn tài trợ từ Hội Truyền giáo trong và ngoài nước của Giáo hội Tin lành Episcopal, vào năm 1880, dưới sự giám sát của hiệu trưởng mới James McDonald Gardiner , các cơ sở gạch ba tầng mới với đỉnh tháp cao 60 foot đã được xây dựng.

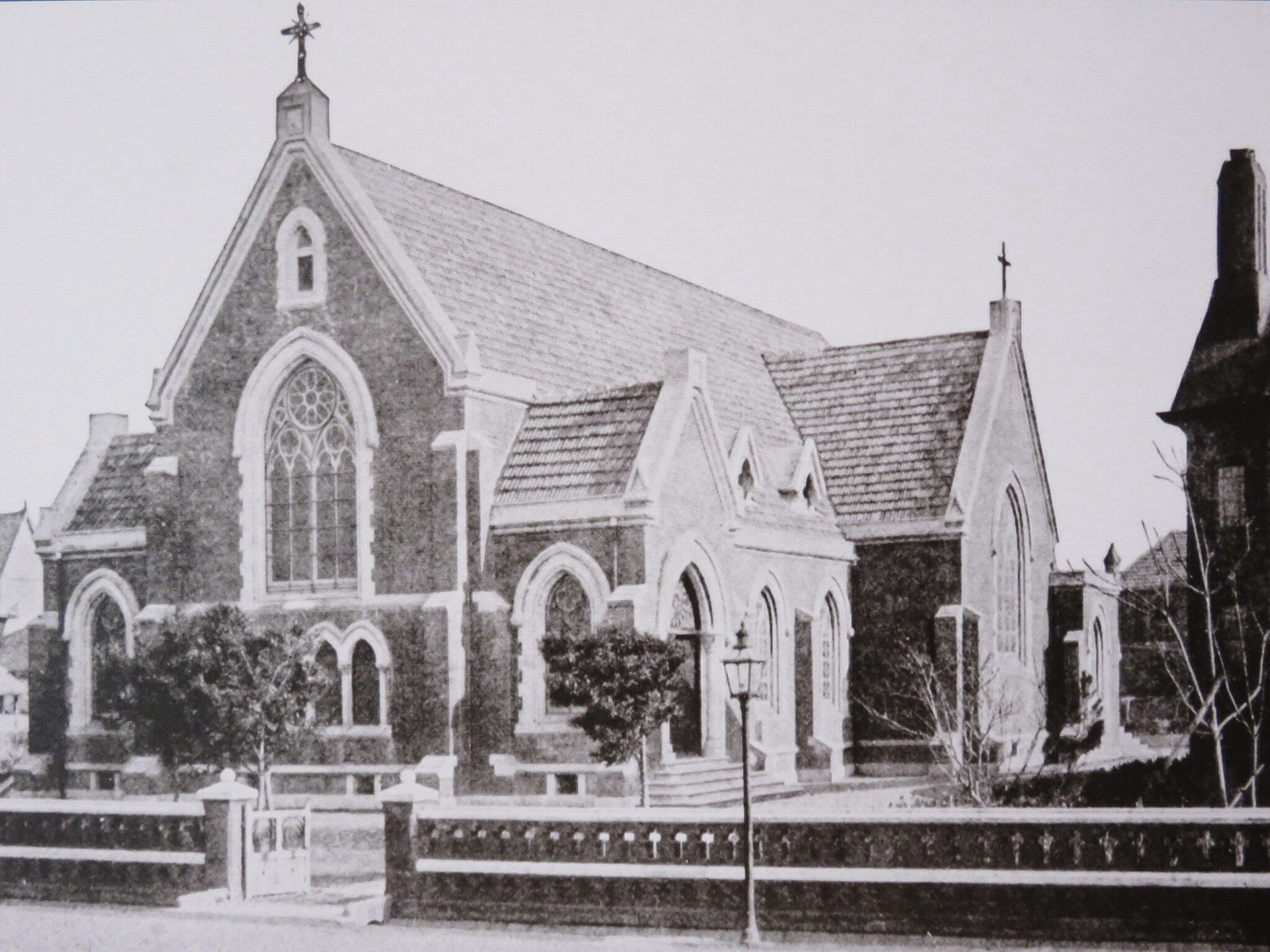
Nhà thờ Chúa ba ngôi Tsukiji, nơi ở tạm thời của trường sau trận động đất năm 1894

Năm 1891, Gardiner từ chức hiệu trưởng và kế nhiệm bởi Mục sư Theodosius Stevens Tyng.  Cùng với việc bổ nhiệm Mục sư Tyng, trường đã đổi tên từ Trường St. Paul thành Cao đẳng St. Paul, cùng với việc thay đổi trong chương trình giảng dạy; và nhà trường tiến hành xin cấp giấy phép hoạt động. Số lượng nam sinh nhập học tăng vọt, nhưng các tòa nhà của trường lại trong tình trạng xuống cấp và bị thanh tra chính phủ kết luận là không đảm bảo an toàn. Với tư cách là hiệu trưởng nhà trường, Tyng ngay lập tức tới Hoa Kỳ để vận động gây quỹ. Chưa đầy ba tuần sau khi ông trở về Tokyo, một trận động đất năm 1894 đã san phẳng phần lớn các cơ sở trường học ban đầu, dấy lên những nguy cơ khi xây dựng trên mặt bằng khai hoang ở lưu vực sông Sumida .  Trường cao đẳng được đặt tạm thời tại toà Thánh Ba ngôi, và đến năm 1896, các tòa nhà mới bao gồm một hội trường giảng dạy và ký túc xá sinh viên đã được khánh thành. 
Năm 1897, Mục sư Arthur Lloyd tiếp quản chức hiệu trưởng của trường. Số lượng tuyển sinh tại các trường Rikkyō đã gia tăng nhanh chóng nhờ vào giấy phép miễn quân dịch cho sinh viên của chính phủ cũng như cho phép trường tiếp cận tất cả các cơ sở giáo dục đại học do chính phủ thành lập. Lloyd đã dẫn dắt ngôi trường vượt qua sáu năm đầy biến động khi Bộ Giáo dục Nhật Bản tìm cách hạn chế mọi chương trình giảng dạy tôn giáo trong chương trình của các trường được chính phủ phê duyệt. Vì chỉ có ở các ký túc xá tại Rikkyō mới có các hoạt đông về tôn giáo nên trường đã có thể giữ được giấy phép hoạt động. 
Năm 1903, Mục sư Henry St. George Tucker kế nhiệm Mục sư Lloyd cho chức chủ tịch trường. Năm 1905, trường có 573 nam sinh và nhu cầu mở rộng cơ sở vật chất là rất cấp thiết. Sau một đợt kêu gọi gây quỹ thành công, các lớp học mới, một hội trường và một tòa nhà văn phòng đã được xây dựng vào năm 1907.  Mục sư Charles S. Reifsnider kế nhiệm Mục sư Tucker vào năm 1912 khi ông này đảm nhiệm chức vụ mới là Giám mục Kyōto.

### Cơ sở mới và nâng định danh lên trường đại học

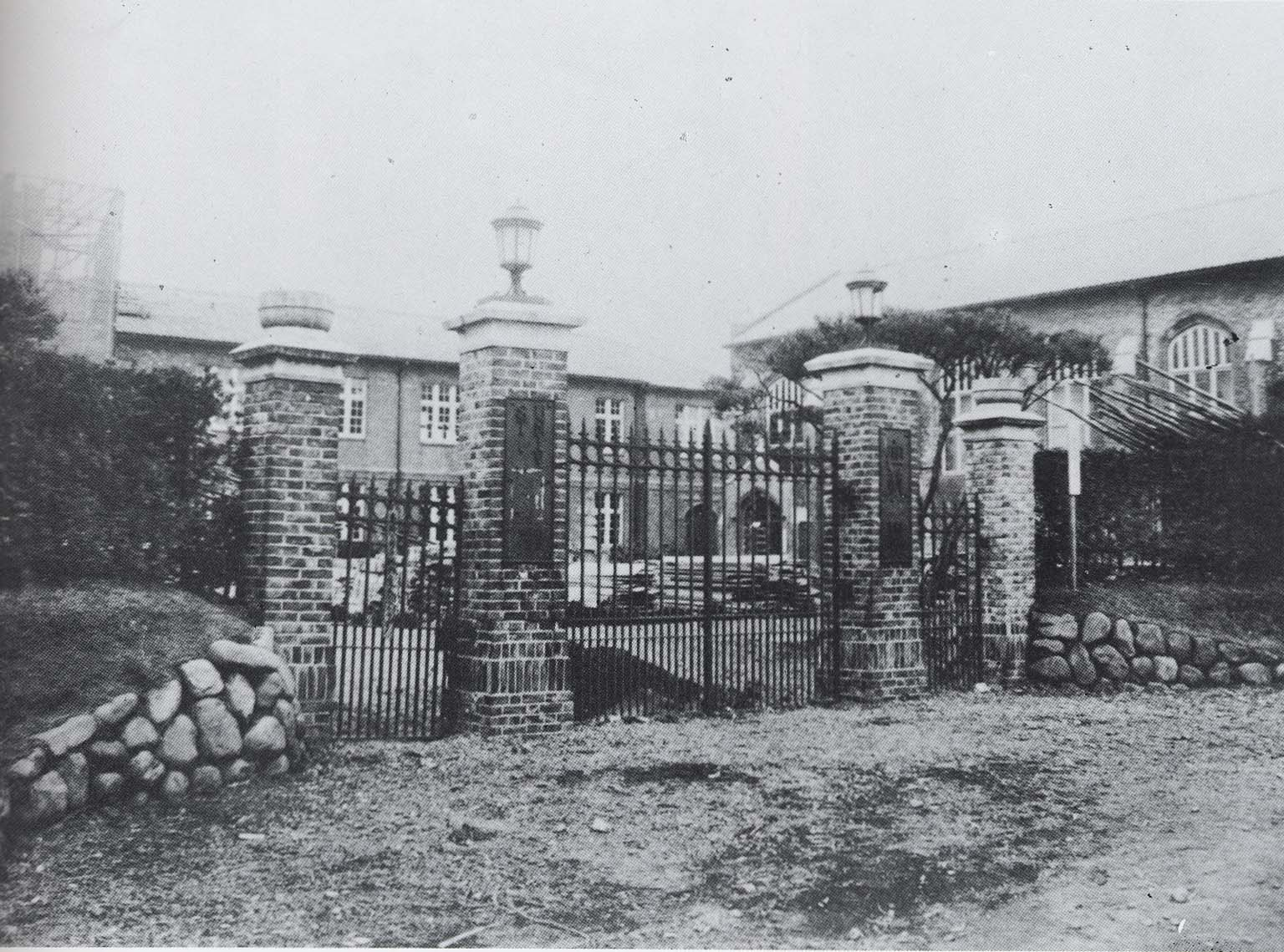
Tòa nhà chính của Cơ sở mới tại Ikebukuro, 1925

Năm 1909, 9.3 hecta đất đã được mua ở khu vực Ikebukuro để xây dựng một khuôn viên trường lớn hơn và nhà trường đã chuyển đến các cơ sở mới tại địa điểm này vào năm 1919. Nhà nguyện của trường được khánh thành vào năm 1920 và trường Rikkyō được Bộ Giáo dục chính thức cấp giấy phép vào năm 1922.
Những tòa nhà ban đầu tại khuôn viên nhà trường được xây bằng gạch đỏ, do Murphy &amp; Dana Architects từ New York thiết kế, đã bị hư hại kết cấu trong trận động đất lớn Kantō năm 1923, nhưng vì nằm ở vùng ngoại ô nên khuôn viên đã tránh được đám cháy phá hủy phần lớn trung tâm thành phố.
Cho đến những năm 1920, hầu hết các lớp học tại Rikkyō đều được tổ chức bằng tiếng Anh;  Sách giáo khoa tiếng Nhật được phổ biến rộng rãi hơn vào cuối thập kỷ này.
Vào cuối những năm 1930 và trong Thế chiến thứ hai, tư cách là một trường đại học Anh giáo của Rikkyō đã chịu áp lực rất lớn từ chính quyền quân phiệt. Năm 1936, hiệu trưởng trường đại học, Kimura Shigeharu, đã buộc phải từ chức vì những cáo buộc thiếu tôn trọng trong buổi đọc công khai bắt buộc về Sắc lệnh Giáo dục của Hoàng gia tại Nhà nguyện của trường đại học. 

### Thời kỳ hậu chiến
Vào cuối Thế chiến II vào tháng 10 năm 1945, chính quyền chiếm đóng Mỹ đã hành động nhanh chóng để loại bỏ các viên chức đứng đầu có liên quan đến việc giảng dạy chủ nghĩa quân phiệt và vi phạm điều lệ thành lập của trường đại học.  Trường đại học đã thiết lập lại mối quan hệ với Giáo hội Anh giáo ở Nhật Bản . Với sự hỗ trợ của các giảng viên cũ như Paul Rusch, họ bắt đầu mở lại các lớp học, tuyển dụng lại giảng viên và tái thiết. 
Một phần mở rộng thư viện mới, được thiết kế bởi kiến trúc sư nổi tiếng người Nhật Tange Kenzo, đã hoàn thành vào năm 1960.
Với sự đóng góp từ các nhà tài trợ tư nhân, Giáo hội Episcopal tại Hoa Kỳ và Bộ Giáo dục Nhật Bản, từ năm 1961 đến năm 2001, trường đại học đã sở hữu và vận hành một lò phản ứng nghiên cứu TRIGA 100kW tại Yokosuka, Kanagawa, và góp phần phát triển nghiên cứu năng lượng hạt nhân và chụp X quang neutron tại Nhật Bản. 

### Những phát triển gần đây
Vào tháng 9 năm 2014, Bộ Giáo dục Nhật Bản công bố Đại học Rikkyō được chọn là trường đại học “Trung tâm toàn cầu” và hiện sẽ nhận được khoản tài trợ chiến lược đặc biệt của chính phủ để hỗ trợ các chương trình giáo dục toàn cầu của trường.  

## Tổ chức

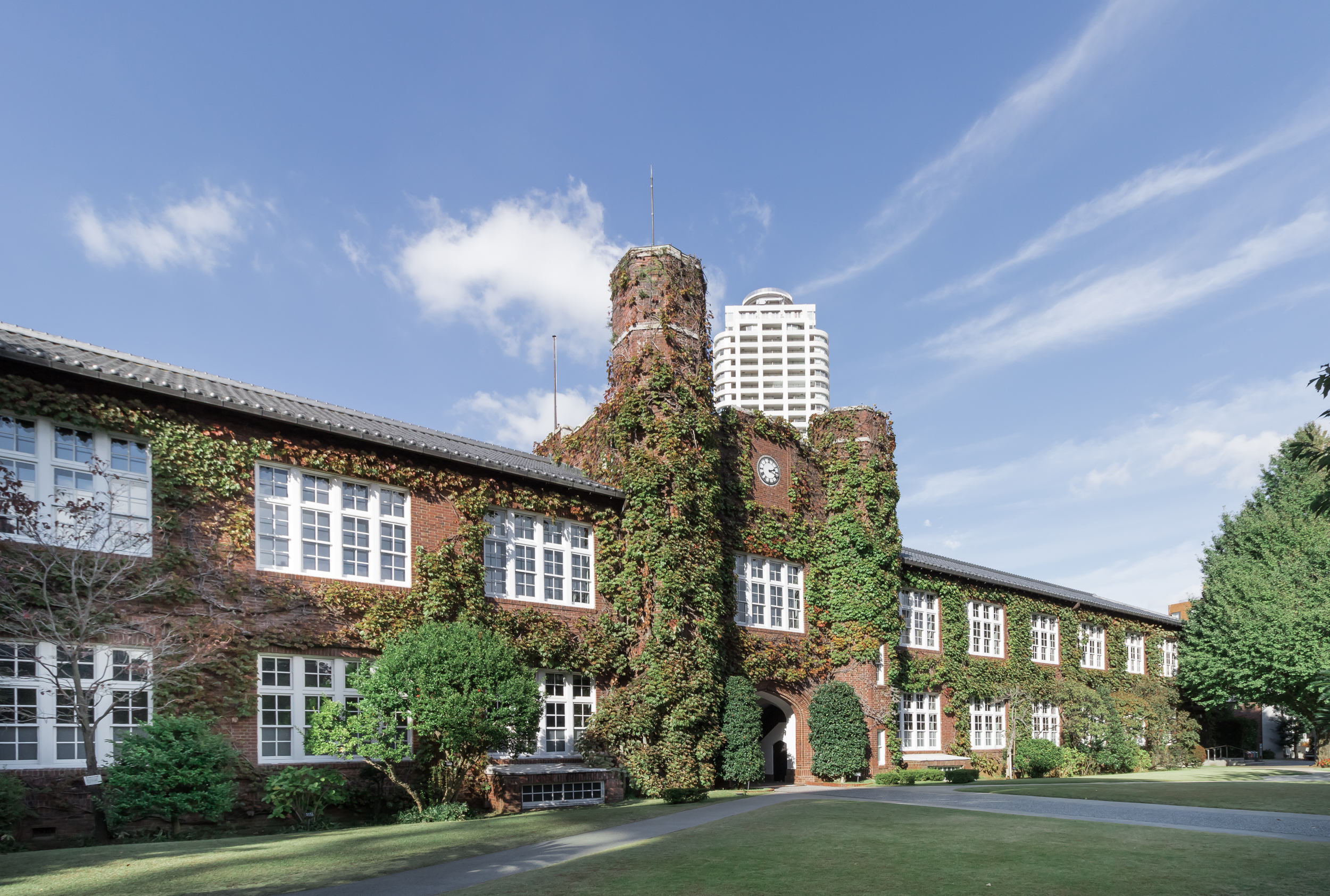
Đại học Rikkyo, Tòa nhà chính (Số 1), Cơ sở Ikebukuro

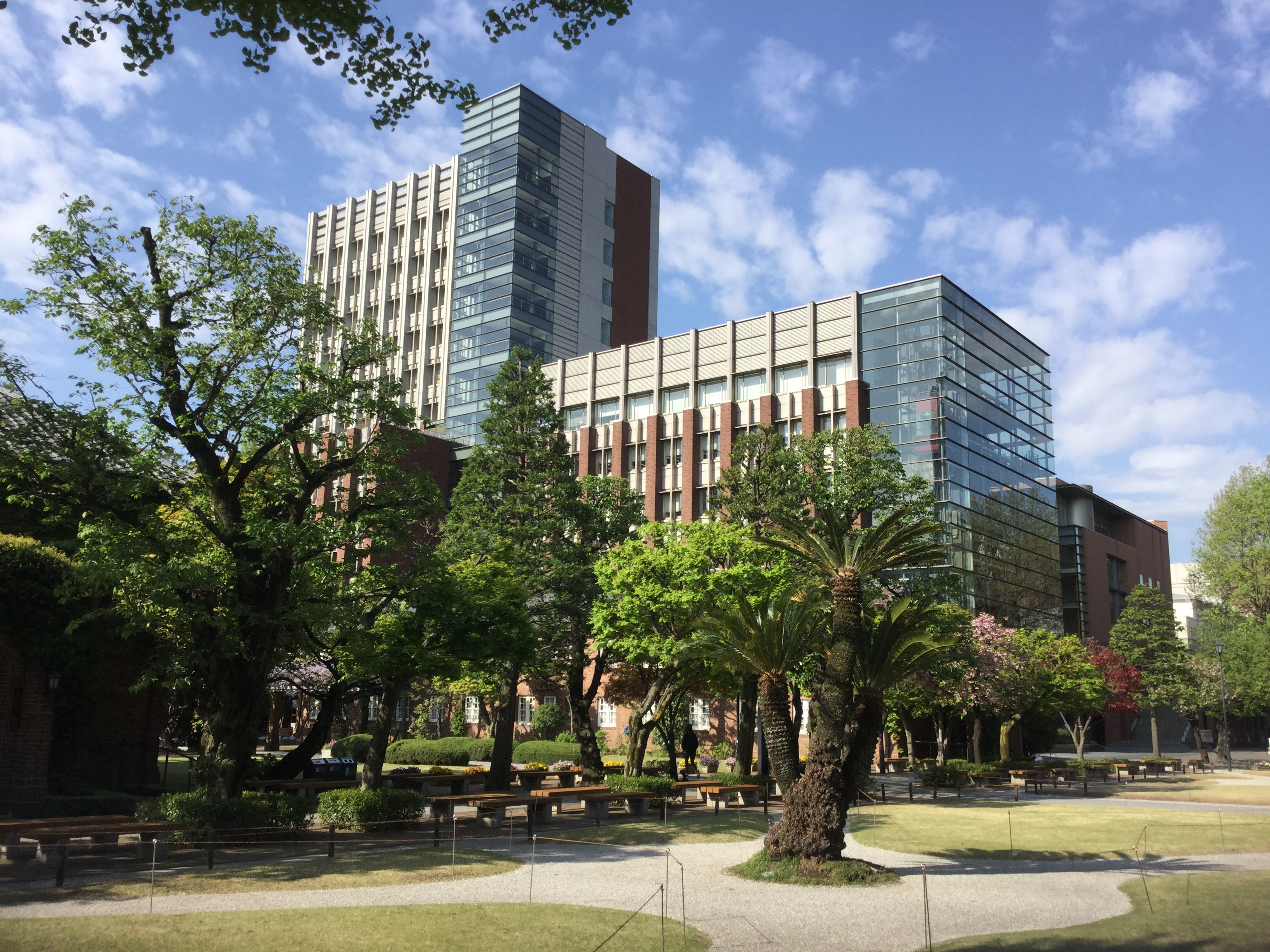
Đại học Rikkyo, Tòa nhà 11 và 15, Cơ sở Ikebukuro

### Cao đẳng đại học
- Cao đẳng Nghệ thuật
- Cao đẳng Truyền thông Liên văn hóa
- Khoa Kinh tế
- Cao đẳng kinh doanh
- Khoa Khoa học
- Khoa Xã hội học
- Khoa Luật và Chính trị
- Cao đẳng Du lịch
- Cao đẳng Cộng đồng và Dịch vụ Nhân sinh
- Cao đẳng Tâm lý học đương đại
- Cao đẳng Thể thao và Sức khỏe
- Chương trình Giáo dục Khai phóng Toàn cầu

### Các trường đào tạo sau đại học
- Trường Cao học Nghiên cứu Kitô giáo
- Trường Cao học Nghệ thuật
- Khoa sau đại học về truyền thông liên văn hóa
- Khoa Kinh tế Sau đại học
- Khoa Kinh doanh Sau đại học
- Khoa sau đại học khoa học
- Khoa sau đại học về xã hội học
- Khoa Luật và Chính trị
- Khoa sau đại học về du lịch
- Khoa Sau đại học về Cộng đồng và Dịch vụ Nhân sinh
- Khoa sau đại học về tâm lý học đương đại
- Trường Cao học Thể thao và Sức khỏe
- Khoa Quản trị Kinh doanh Sau đại học
- Khoa sau đại học về nghiên cứu thiết kế xã hội
- Khoa sau đại học về trí tuệ nhân tạo và khoa học

### Phòng thí nghiệm nghiên cứu

#### Trung tâm nghiên cứu liên ngành
- Viện nghiên cứu Hoa Kỳ
- Viện nghiên cứu lãnh đạo
- Trung tâm nghiên cứu khu vực Châu Á
- Viện Giáo dục Cơ đốc giáo Nhật Bản (JICE)
- Viện nghiên cứu Mỹ Latinh
- Viện Phúc lợi Xã hội
- Viện Du lịch
- Học viện Anh ngữ St. Paul
- Học viện âm nhạc nhà thờ Rikkyo
- Viện nghiên cứu kinh tế Rikkyo
- Viện nghiên cứu Nhật Bản
- Viện chăm sóc sức khỏe Rikkyo
- Viện nghiên cứu luật kinh doanh Rikkyo
- Viện Nghiên cứu Thực hành Luật Rikkyo
- Viện Nghiên cứu Đô thị Toàn cầu Rikkyo

#### Các viện nghiên cứu khác
- Viện Rikkyo về Hòa bình và Nghiên cứu Cộng đồng
- Viện nghiên cứu Giáo dục phát triển bền vững

## Thư viện

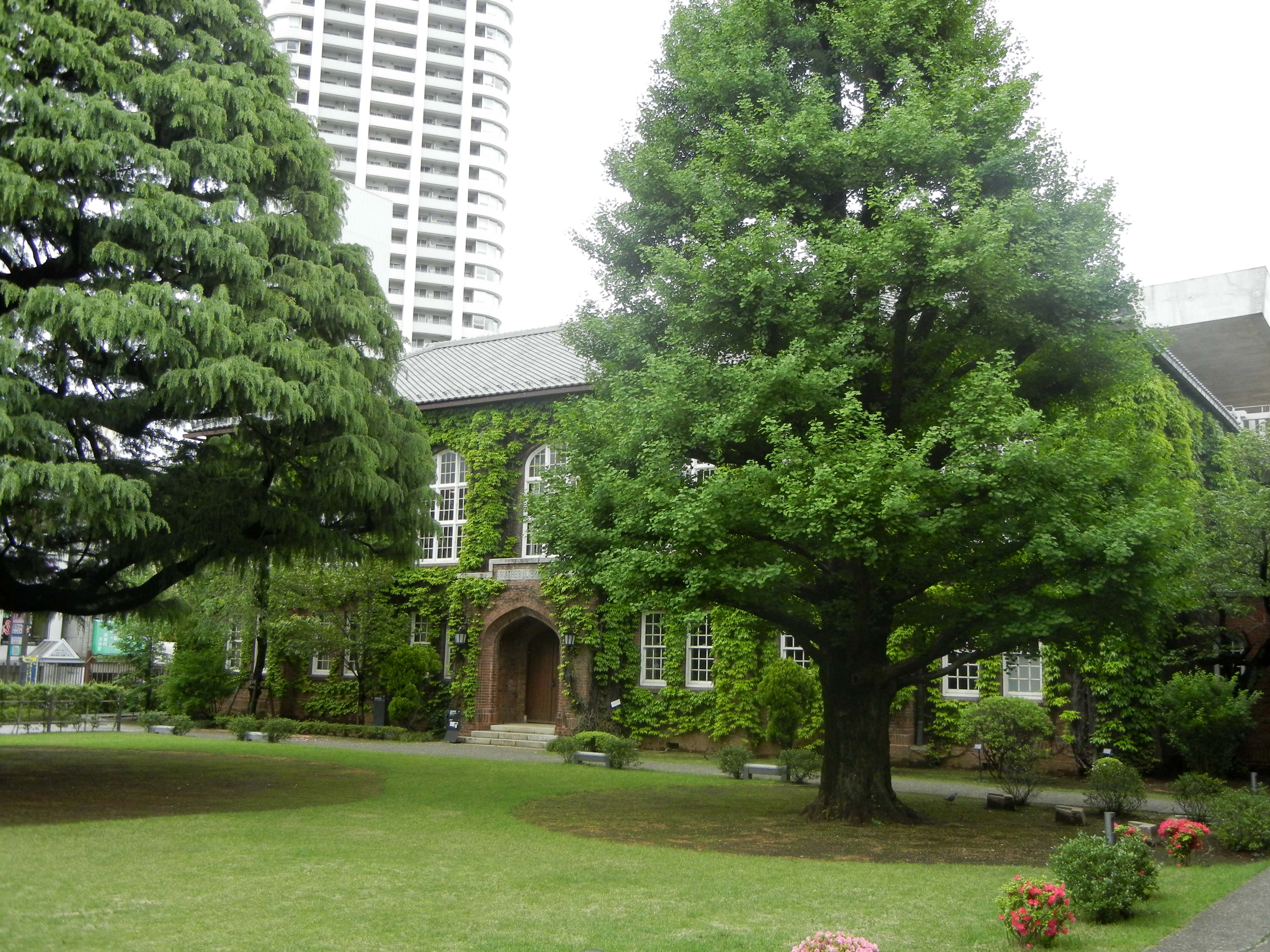
Thư viện toán học cơ sở Ikebukuro

Thư viện chính cũ, hay Thư viện Mather, nằm trong cụm tòa nhà gạch đỏ cổ lính ở lối vào chính của trường đại học, được xây dựng vào năm 1918. Tòa nhà ban đầu được đặt tên để tưởng nhớ Samuel Mather, một nhà công nghiệp người Mỹ và là nhà tài trợ lâu năm cho công tác truyền giáo ở nước ngoài của Giáo hội Episcopal . Mather đã quyên góp tiền xây dựng tòa nhà ban đầu để tưởng nhớ cha mình. Ông cũng cung cấp thêm kinh phí vào năm 1925 để tài trợ cho việc sửa chữa tòa nhà sau trận động đất lớn Kantō năm 1923. 
Các tòa nhà thư viện của trường đại học đã được mở rộng trong nhiều thập kỷ tiếp theo để bao gồm các tòa nhà mang tính biểu tượng do Tange Kenzo thiết kế và các công trình hiện đại hơn để lưu trữ các bộ sưu tập chứa hơn 1,7 triệu tập tài liệu in và kĩ thuật số. Các thư viện của trường đại học lưu giữ các bộ sưu tập chuyên ngành của Giáo hội Tin lành Episcopal và Edogawa Rampo . 

### Cơ sở Ikebukuro
- Thư viện chính
- Thư viện khoa học xã hội
- Thư viện nhân văn
- Thư viện khoa học tự nhiên
- Thư viện phương tiện

### Cơ sở Niiza
- Thư viện Niiza
- Kho lưu trữ Niiza

## Sinh viên
Đại học Rikkyō là một trường dành cho cả sinh viên nam và nữ. Tính đến năm 2009, số lượng sinh viên nữ nhập học nhiều hơn số lượng sinh viên nam; tuy nhiên, số lượng sinh viên nam ở bậc sau đại học nhiều hơn sinh viên nữ. 

## Sự kiện
Giống hầu hết các trường đại học tại Tokyo, trường Rikkyō cũng tổ chức lễ hội thường niên do sinh viên tổ chức vào mùa thu, hay còn được gọi là lễ hội St. Paul. Trong đó, các câu lạc bộ và hội sinh viên cung cấp các hoạt động giải trí, chuẩn bị thực phẩm, tổ chức hay còn gọi là lễ hội St. Paul. Trong đó, các câu lạc bộ và hội sinh viên cung cấp các hoạt động giải trí, chuẩn bị thực phẩm, tổ chức các sự kiện thể thao và giới thiệu các tác phẩm học thuật vì lợi ích của các sinh viên khác, sinh viên tương lai, cựu sinh viên và cộng đồng địa phương.

## Thể thao
Đội bóng chày của Rikkyō chơi ở Giải bóng chày Tokyo Big6 , với 12 chức vô địch giải đấu trong lịch sử.
Đội bóng bầu dục Mỹ của Rikkyo chơi ở giải hạng nhất Nhật Bản, khu vực Kantō B. Thành tích của họ vào mùa giải 2009 là 3 - 4. 
Rikkyo cũng có thế mạnh ở bộ môn lacrosse nữ.

## Cựu sinh viên
- Akama Jiro : thành viên Hạ viện ( Đảng Dân chủ Tự do )
- Aoyama Shinji - Đạo diễn phim
- Esaki Tetsuma : thành viên Hạ viện (Đảng Dân chủ Tự do)
- Fukuda Mineyuki : thành viên Hạ viện (Đảng Dân chủ Tự do)
- Gotō Toshio - Đạo diễn phim
- Hasekura Isuna - Tác giả
- Honda Tomoko - Người dẫn chương trình truyền hình
- Hosono Haruomi - nhạc sĩ, thành viên của Yellow Magic Orchestra
- Ikebe Ryō - Diễn viên
- Inuzuka Tadashi : thành viên của Viện Tham mưu trong Quốc hội ( Đảng Dân chủ Nhật Bản )
- Iwasaki Fukuzo : doanh nhân bất động sản
- Kawabuchi Tsutomu : thành viên của Đại sảnh Danh vọng Khúc côn cầu Quốc tế
- Kurosawa Kiyoshi - Đạo diễn phim
- Mino Monta - Người dẫn chương trình phát thanh và truyền hình
- Mitsumune Shinkichi - Nhà soạn nhạc
- Mori Tatsuya - Nhà làm phim tài liệu
- Murayama Yuka- Tác giả
- Nagashima Shigeo - Cầu thủ bóng chày và huấn luyện viên của Yomiuri Giants
- Nakanishi Rei - Nhà văn Nhật Bản
- Nogiwa Yōko - Nữ diễn viên
- Ogawa Toshio : cựu Thứ trưởng Bộ Tư pháp (Nhật Bản), thành viên của Viện Tham mưu trong Quốc hội (Đảng Dân chủ Nhật Bản)
- Sakuma Akira - Nhà sản xuất trò chơi
- Sano Motoharu - Nhạc sĩ, nhạc sĩ
- Shinozaki Makoto - Đạo diễn phim
- Shiota Akihiko - Đạo diễn phim
- Sugimoto Hiroshi - Nhiếp ảnh gia
- Suo Masayuki - Đạo diễn phim
- Tadano Kazuhito - Cầu thủ bóng chày của Hokkaido Nippon-Ham Fighters
- Takami Taichi - Kỳ thủ shogi chuyên nghiệp, cựu vô địch Eiō.
- Tanabu Masami : cựu Bộ trưởng Bộ Nông nghiệp, Lâm nghiệp và Thủy sản Nhật Bản
- Tanaka Ryosei : thành viên Hạ viện (Đảng Dân chủ Tự do)
- Yun Dong-ju - Nhà thơ
- Uno Osamu : thành viên Hạ viện (Đảng Dân chủ Tự do)
- Yuzuki Asako - Tác giả
- Chu Tác Nhân - Nhà văn Trung Quốc, em trai của Lỗ Tấn (Chu Thụ Nhân)
- Mafumafu - Ca sĩ-Nhạc sĩ

## Người nhận bằng danh dự
- Henry St. George Tucker (giám mục) - Giám mục chủ tọa thứ 19 của Giáo hội Episcopal (1958)
- Arthur C. Lichtenberger - giám mục của Giáo hội Episcopal tại Hoa Kỳ (1959)
- Milton Friedman - Nhà kinh tế học người Mỹ (1963)
- Friedrich Hayek - nhà kinh tế và triết gia (1963)
- Paul Rusch - Nhà truyền giáo Anh giáo tại Nhật Bản, người sáng lập Trại Seisen Ryo (1965)
- Arthur Frank Burns - Nhà kinh tế học người Mỹ (1965)
- Edwin O. Reischauer - Đại sứ Hoa Kỳ tại Nhật Bản (1965)
- Joseph Kitagawa - Trưởng khoa Thần học của Đại học Chicago (1977)
- Hanna Holborn Gray - chủ tịch của Đại học Chicago (1979)
- Robert Runcie - Tổng giám mục Canterbury (1987)
- Tom Foley - Đại sứ Hoa Kỳ tại Nhật Bản (2000)
- Bill Gates - Ông trùm kinh doanh người Mỹ (2000)
- Bob Hawke - Thủ tướng Úc (2003)
- Frank Griswold - Giám mục chủ tọa thứ 25 của Giáo hội Episcopal (2005)
- Muhammad Yunus - nhà sáng lập Ngân hàng Grameen (2007)
- Rowan Williams - Tổng giám mục Canterbury (2009)
- Fazle Hasan Abed - Nhà sáng lập và Chủ tịch của BRAC (NGO) (2009)

## Trao đổi quốc tế
- Australia
  - The Australian National University
  - Monash University
  - University of New South Wales
  - Murdoch University
- Bangladesh:
  - BRAC University
  - University of Dhaka
- Belgium: Katholieke Universiteit Leuven
- Canada
  - Saint Mary's University
  - Université du Québec à Montréal
  - Université de Sherbrooke
  - University of Toronto, Faculty of Arts and Science
  - University of Waterloo[16]
- Trung Quốc
  - Đại học Nam Hải
  - Đại học Thiểm Tây
  - Viện Khoa học xã hội Trung Quốc
  - Đại học Hoa Đông
  - Đại học Cát Lâm
- Phần Lan: University of Turku
- Pháp
  - Jean Moulin University Lyon 3
  - Panthéon-Assas University
  - Institut national des langues et civilisations orientales
- Đức
  - Humboldt University
  - University of Tübingen
  - University of Bonn
  - University of Wuppertal
  - University of Marburg
- Hồng Kông: The Chinese University of Hong Kong
- Indonesia: Universitas Padjadjaran
- Ireland: Dublin City University
- Liberia: Cuttington University
- Nepal: Tribhuvan University
- Hà Lan
  - Leiden University
  - Radboud University Nijmegen
- Na Uy
  - BI Norwegian Business School
  - Norwegian School of Economics
  - Volda University College
- Philippines
  - Ateneo de Manila University
  - Trinity University of Asia
- Ba Lan: Warsaw University
- Singapore: National University of Singapore, Faculty of Arts and Social Sciences
- Hàn Quốc
  - Korea University
  - Yonsei University
  - Sungkonghoe University
  - Ewha Womans University
  - Sogang University
- Spain:
  - University of León
  - University of Seville
- Đài Loan
  - Fu Jen Catholic University
  - National Chengchi University
- Thái Lan: Chulalongkorn University
- Vương quốc Anh
  - University of Essex
  - University of Liverpool
  - University of Sheffield
- Hoa Kỳ
  - Augustana College (Illinois)
  - The University of Chicago
  - Cornell University
  - Kent State University
  - Linfield College
  - University of Maryland
  - University of Missouri-St. Louis
  - San Diego State University
  - Vanderbilt University
  - University of Virginia
  - The University of the South
  - Western Michigan University